# Anime EX
Anime EX é uma revista brasileira informativa sobre animes e mangás lançada em outubro de 2000 pela Editora Trama (mesma da revista Dragão Brasil), essa revista é continuação da revista Animax da Editora Magnum.
Em 2005, Peixoto lançou pela Digerati a revista Anime Fury, nos mesmos moldes das revistas Japan Fury e Animax (em formatinho e com 36 páginas) e participa do livro Hentai – A Sedução do Mangá pela Opera Graphica, que também contou com textos do jornalista e pesquisador acadêmico Nobu Chinen e o quadrinista Minami Keizi, precursor do estilo mangá no Brasil na década de 1960.
Em 2013, Peixoto publica o livro "Mangá do começo ao fim".
Em 2018, foi anunciado um projeto de financiamento coletivo no Catarse para publicar a Animax em formato digital. Em setembro de 2019, a Animax foi cancelada, dando lugar a uma nova versão da Anime EX.

## Editores
A Anime EX teve como principais criadores: Sérgio Peixoto, Olando Tosetto e colaboradores: Daniel Martinelli, Denise Akemi, Érica Awano, Fábio M. Akita, Lydia Megumi, Sérgio Ikehara, João Cláudio "Jet" Fidélis, João Vicente Cardoso e Pedro Paulo Palazzo.

## Seções
As seções cativas desta revista eram:

### Otaku News
Otaku é o fã de animes e mangás. Esta seção trazia notícias relacionadas a animes e mangás, assim, como eventos sobre estes assuntos ou outros que eram concernentes aos mesmos.

### Yuubin
Esta parte (cujo nome significa "correio" em japonês) era um espaço para os otakus enviarem cartas e e-mails, para tirarem dúvidas, darem sugestões e entrar em contato com outros fãs. Também eram expostos trabalhos, ilustrações, feitas por esse público. Evidentemente estas ilustrações eram baseadas no estilo de desenho criado no Japão denominado mangá.

### Dojinshi
Muitos otakus, seja para homenagear, ou simplesmente, mostrar seu talento através do estilo mangá, enviavam dojinshi(s) para a revista Anime EX. Dojinshi (fanzine, em português) é a revista do fã. Algumas características que diferenciam os fanzines de revistas são: Num fanzine, tem que vir explicitamente a mensagem de que o mesmo é um fanzine. E um fanzine não pode ter uma tiragem igual uma revista normal. Isto porque, caso estas ‘regras’ não sejam cumpridas, o fanzine deixaria de ser um fanzine e passaria a ser uma revista. Uma revista tem uma responsabilidade muito maior do que um fanzine. Caso uma pessoa crie um fanzine, mas não sigas estes passos, ele terá que pagar por direitos autorais como o de imagem de algum personagem registrado por outra pessoa jurídica ou física esteja sendo usado indevidamente.
Isto não quer dizer que não existam fanzines totalmente originais, muito pelo contrário. O que acontece é que muitas pessoas resolvem criar fanzines, para consagrar personagens já conhecidas. Um otaku pode criar um fanzine sobre Dragon Ball Z, criação de Akira Toriyama, por exemplo, desde que ele mencione que esta publicação é um fanzine e ela não pode ter uma tiragem muito grande. No Japão existem pessoas que vivem da criação e venda de fanzines.
Na revista Anime EX eram publicados fanzines sobre animes e mangás. Os fanzines enviados eram avaliados pela Anime EX e os escolhidos eram publicados na seção dojinshi. Este era um espaço para os otakus conhecerem o talento dos fanzineiros de mangaá brasileiros. Muita gente teve notoriedade no dojinshi: Érica Horita, Célia Alves, Élcio Chicanosky e Denise Akemi entre muitos outros.
Denise Akemi teve participação especial, pois ela mesma em algumas edições deu aulas de como fazer fanzines.
Sergio Peixoto e Orlando Tosetto também foram fanzineiros no início de carreira.

### Mangá Ká
Quem contribuía nesta seção era Érica Awano, desenhista, e ela apresentava lições de como desenhar mangás. Érica Awano é uma desenhista reconhecida mundialmente. Alguns trabalhos dela foram Street Fighter Zero 3, Holy Avenger e também na revista Animax.

### Nihongo Gakkou
Lydia Megumi ensinava o idioma japonês nesta seção (cujo nome significa "escola de japonês" em japonês).

### Net No Umi
Dan'UP (Denison Guizelini), informava dicas sobre sites relacionados sobre animes e mangás em Net No Umi ("mar da Internet").

### Karaokê
Aqui eram apresentadas músicas de animes: a letra, tradução para o português da mesma feita muitas vezes por Sérgio Ikehara.

### Cosplay
Em cosplay (pessoas que se vestem e se comportam como personagens de animes e mangás), eram mostradas matérias sobre esta atividade. Em muitos casos havia concursos para escolher a melhor personagem (interpretação).

### Kareshi To Kanojo
Ilustrações feitas por fãs formando casais de animes (o nome significa "namorado e namorada"). As personagens não precisavam ser necessariamente do mesmo anime ou mangá. Na Animax a personagem que mais aparecia era Kurama de Yu Yu Hakusho, para constante "consternação" do redator. Na Anime EX, Goku, Ash Ketchum e Kenshin Himura, protagonistas dos animes que faziam sucesso entre o público à época costumavam concorrer melhor com a raposa lendária. Na Animax esta seção tinha o nome de Casal Animax.
Um exemplo de casal foi o de Kenshin Himura (Samurai X) e Jessie (Pokémon) na edição de Junho de 2000 da Anime EX.

### Falando Sério
Debates e matérias sobre o que acontece no mundo dos animes e mangás.

### Sumimasen
Em Sumimasen ("desculpe") eram publicadas erratas da revista.